# Goodbye (canción de Billie Eilish)
«Goodbye» es una canción de la cantante estadounidense Billie Eilish. Se lanzó el 29 de marzo de 2019, a través de Interscope Records y Darkroom Records junto al lanzamiento de su álbum de estudio When We All Fall Asleep, Where Do We Go? (2019). La pista fue escrita por la cantante junto a su hermano Finneas O'Connell.

## Antecedentes
Un fragmento del tema circuló desde julio de 2018. Billie Eilish estrenó la canción junto con su álbum debut de estudio When We All Fall Asleep, Where Do We Go? el 29 de marzo de 2019, a través de Darkroom e Interscope Records.

## Composición
En una entrevista para PopBuzz, Eilish confirmó que las últimas tres canciones del álbum tienen la intención de formar una oración. La canción es la pista final del álbum. Cuenta con una línea de cada una de las canciones del álbum en orden inverso (con la excepción de "!!!!!!!").
Comienza con una línea de «I Love You» y termina con una línea de «Bad Guy». Según Finneas en una entrevista con MTV, comentó que: "Fue idea de Billie, y pensé que era realmente genial, la otra cosa fue colocar las frases en capas, muy silenciosamente, clips de todas las canciones del álbum y reproducirlas al revés. Para nosotros, el motivo sería cuando crecieras escuchando una cinta y al final, inviertas la cinta para volver al comienzo de la canción". Eilish afirmó que quería algo así como "Goodbye (adiós)" como conclusión porque "no me gusta cuando un álbum acaba pero no parece que realmente haya terminado. Realmente quería algo para sentirme como una línea de meta, para sentirme como un punto al final. Chris Willman, de Variety, escribió que «Goodbye» "toma sus capas vocales apiladas que ya son características y las convierte en algo casi digno del «Why» de The Beatles, mientras corre en orden cronológico inverso a través de las pistas anteriores del álbum.

## Créditos y personal
Créditos adaptados de Tidal.
- Casey Cuayo - asistente de mezcla, personal de estudio
- John Greenham - ingeniero de masterización, personal de estudio
- Rob Kinelski - mezcla, personal de estudio
- Billie Eilish O'Connell - voz, composición
- Finneas O'Connell - productor, composición

## Posicionamiento en listas
| Listas (2019)                           | Mejor posición |
| --------------------------------------- | -------------- |
| Canadá (Canadian Hot 100)               | 69             |
| Estados Unidos (Bubbling Under Hot 100) | 4              |